# 鐵損

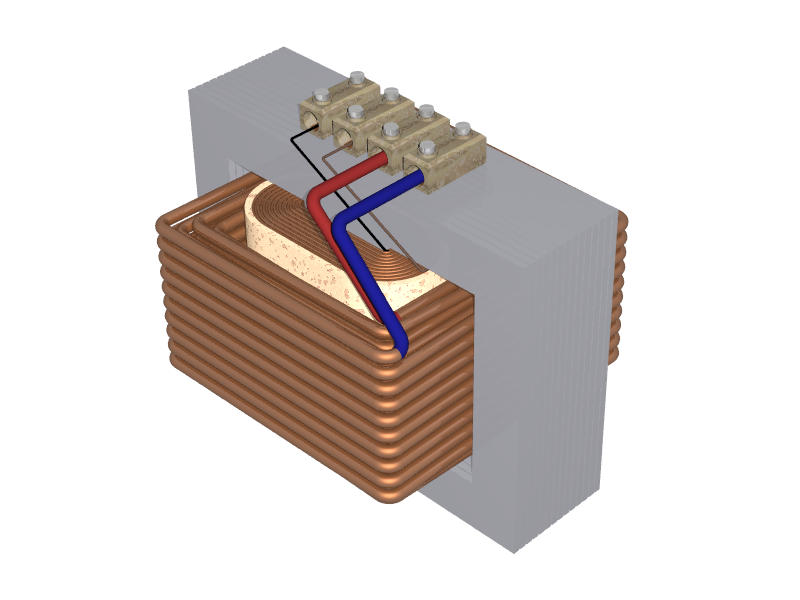
变压器，其損耗主要可分為銅損及鐵損

鐵損（iron loss，也稱作core loss）是指像變壓器、電感器、交流馬達及交流發電機等有鐵芯的電機設備中，因導磁體受到變動磁場的影響，在鐵芯中損耗的部份能量，損耗的能量會以熱的方式散失，有時則是以噪音的方式散失。
鐵損可分為磁滯損（Hysteresis losses）、渦流損（Eddy-current losses）及異常損（Anomalous losses）3種。

## 磁滯損

B-H曲線內的面積越大，磁滯損也越大

當通過鐵芯的磁場改變時，鐵芯材料的磁化強度會變化，因為磁畴壁的移動，造成其中微小磁畴的膨脹及收縮。不過磁畴壁在移動時，會受到晶體缺陷的影響而卡住，最後磁畴壁仍會移動，但是會發熱，即為磁滯損。
磁滯損可以從材料的B-H曲線中看出，B-H圖為一封閉的曲線，磁場變化一個周期時，單位體積材料的磁滯損即為磁滯圈內的面積，若交流磁場大小不變，每一週期的能量損失為定值，此時磁滯損和頻率成正比。
{\displaystyle W=\int {\left(nA_{c}{\frac {dB(t)}{t}}\right)\left({\frac {H(t)l_{m}}{n}}\right)dt}=(A_{c}l_{m})\int {HdB}}
{\displaystyle P_{H}=(f)(A_{c}l_{m})\int {HdB}}

## 渦流損

平行磁場的疊層鐵芯可以減少渦電流

若鐵芯為導體，因為電磁感應，磁場的變化會感應在導體內循環的電流，稱為渦電流。渦電流和磁場垂直。渦電流的能量會因為鐵芯材料的電阻而發熱耗散，渦流損和電流循環面積的大小成正比、和材料的電阻率成反比。
若鐵芯是由薄的疊層組成，中間又有絕緣的塗層，可以減少渦流損。
調整鐵芯材料也可以減少渦流損，一種是使用導磁但不導電的材料，例如鐵氧體，若使用加矽的电工钢（矽鋼），鋼的電阻率明顯上升，也可以減少渦流損。

## 異常損
異常損包括磁滯損及渦流損以外的損失，也可以描述成磁滯圈因為頻率而加大。異常損的物理機制包括移動磁畴壁時局部的渦流損。